# Čierna Voda (Chorvátsky Grob)
Čierna Voda je místní částí obce Chorvátsky Grob na Slovensku v okrese Senec. V současnosti zažívá prudký rozvoj. Probíhá zde výstavba rodinných domů ve více lokalitách. Obec je typickým příkladem satelitního městečka v okolí města Bratislavy. Hlavními problémy místní části je chybějící infrastruktura: odvodnění silničních komunikací, jejich špatný stav a chybějící základní občanská vybavenost.[zdroj?]